# Pavel Janoušek
Pavel Janoušek (* 26. března 1956, Praha) je český literární a divadelní vědec. Zabývá se teorií, historií i lexikografií české literatury a divadla, zvláště dramatu a prózy 20. století. Systematicky se věnuje také literární kritice. 

## Život
V letech 1971–1975 studoval na Střední uměleckoprůmyslové škole v Praze (obor propagační grafika a velkoplošná reklama), následně v r. 1975–1980 na FF UK v Praze (obory čeština, výtvarná výchova, divadelní a filmová věda).
Po studiích začal působit v Ústavu pro českou literaturu Akademie věd ČR (tehdy Ústav pro českou a světovou literaturu AV ČR), mezi roky 1984–1987 nejprve jako odborný pracovník, od roce 1987 jako vědecký pracovník oddělení teorie literatury. Od roku 1990–1999 zastává místo vedoucího oddělení současné literatury, respektive oddělení pro výzkum literatury 20. století a literatury současné. V období 1993–1999 byl zástupcem ředitele, 1999–2011 ředitelem Ústavu pro českou literaturu AV ČR. V letech 1999–2001 a 2010–2013 byl členem Vědecké rady Akademie věd ČR, v letech 2013–2017 byl členem její Akademické rady, kde měl na starosti zejména propagaci a popularizaci vědy.
V prosinci 1989 patřil mezi zakladatele Obce spisovatelů. V roce 1990 spolu s dalšími založil literární časopis Tvar a stal se předsedou jeho redakční rady. Od roku 1993 je předsedou občanského sdružení Klub přátel Tvaru, které tento časopis vydává. Od sklonku osmdesátých let vyučuje na vysokých školách, zejména na Filozofické fakultě UK (divadelní věda 1988–1989 a od 2007), ale i fakultě pedagogické pražské (1999–2009) a ústecké 2010–2013). Od roku 2009 pak soustavně působí rovněž na Divadelní fakultě AMU.
Čtyřsvazkové Dějiny české literatury 1945–1989, jež vypracoval tým vedený Pavlem Janouškem, obdržely Hlávkovu cenu za nejlepší publikaci v oblasti humanitních věd za rok 2008. Tematicky jim předcházejí opět kolektivní Dějiny české literatury v Protektorátu Čechy a Morava z roku 2022. Monografie Ten, který bude byla v roce 2014 nominována na cenu Magnesia Litera za literaturu faktu. V roce 2018 obdržel nejvýznamnější vědecký grant v České republice, Akademickou prémii (Praemium Academiae). Jako literární kritik používal řadu pseudonymů, zejména Alois Burda a Eliška F. Juříková.
Jeho manželkou je středoškolská profesorka Jiřina Janoušková.

### Akademické funkce
Pavel Janoušek zastává, či v minulosti zastával mimo jiné tyto akademické funkce:
- člen rady Památníku národního písemnictví (1991–2010, od r. 2001 její předseda)
- člen vědecké rady Akademie věd ČR (1999–2001, 2010–2013)
- člen vědecké rady Pedagogické fakulty Jihočeské univerzity (1999–2001)
- člen vědecké rady (2002–2007) a rady (od r. 2007 místopředseda) Slovanského ústavu AV ČR
- člen Akademické rady Literární akademie (2001–2011)
- člen oborové rady Grantové agentury AV ČR (1996–1998, 1997–1998 předseda)
- člen oborové rady Grantové agentury ČR (jazyk a literatura, 2001–2006, od r. 2002 předseda podoborové komise, od r. 2003 předseda oborové komise)
- člen oborového panelu Grantové agentury ČR (estetika, hudební vědy a vědy o umění, od 2015)
- místopředseda Českého komitétu slavistů (2005–2009)
- člen rady Obce spisovatelů (1989–1996, 2002–2004)
- předseda Nadace Obce spisovatelů (1994–1998)
- předseda redakční rady časopisu Tvar (1990–1993)
- předseda správní rady Klubu přátel Tvaru (od r. 1993)
- člen redakční rady časopisu Divadelní revue (od r. 1988)
- člen správní rady Nadace Alfréda Radoka, resp.Nadačního fondu Cen Alfréda Radoka (1991–2012)
- člen Umělecké rady AMU (od r. 2014)

### Ocenění
- 2024 – Čestná oborová medaile Josefa Dobrovského za zásluhy ve filologických a filosofických vědách[1]